# Saronno Foot-Ball Club 1918-1919
Questa voce raccoglie le informazioni riguardanti il Saronno Foot-Ball Club nelle competizioni ufficiali della stagione 1918-1919.

## La stagione
I giocatori saronnesi non sono ancora tutti rientrati dai rispettivi corpi militari dopo la fine delle ostilità. La rosa viene completata inserendo i seguenti calciatori ricevuti con autorizzazione al prestito firmata dalla squadra che aveva emesso l'ultimo cartellino federale prima dell'inizio del conflitto mondiale:
- Guido Landoni del F.C. Legnano;
- Ruggero Maineri del Genoa C.F.C.;
- Italo Rossi dal ???, erroneamente attribuito al F.C. Legnano ma proveniente da una squadra milanese;[1]
- Sanguinetti dal ???;
- Vincenzo Soffientini cresciuto nella seconda squadra dell'U.S. Milanese;
- Tanzi da ???.

## Tornei e piazzamenti
- Coppa Giuriati[2]  (6 ottobre-27 ottobre): eliminato al primo turno, 2º classificato nel torneo di consolazione.
- Targa Burba[3]  (20 ottobre-24 novembre): 5º classificato.
- Coppa Biffi[4][5] (offerta e organizzata dal Saronno) (3 novembre-15 dicembre): 5º classificato.
- Coppa Mauro di Prima Categoria (12 gennaio-25 marzo): 5º classificato.
- Campionato di Seconda Categoria (12 gennaio-30 marzo): 5º classificato.
- Campionato Juniores (Coppa Montù, nati dopo 31 gennaio 1902) (12 gennaio-23 marzo): 4º classificato.

## Rosa
| N. |                   | Ruolo | Calciatore          |
| -- | ----------------- | ----- | ------------------- |
|    | Italia (bandiera) | C     | Giuseppe Antonazzi  |
|    | Italia (bandiera) | C     | Carlo Banfi         |
|    | Italia (bandiera) | C     | Renzo Bianchi       |
|    | Italia (bandiera) | A     | Arturo Boiocchi (I) |
|    | Italia (bandiera) | A     | Agostino Boni       |
|    | Italia (bandiera) | A     | Giovanni Carugati   |
|    | Italia (bandiera) | C     | Erminio Dario       |
|    | Italia (bandiera) | C     | Silvio Giannoni (I) |
|    | Italia (bandiera) | A     | Guido Landoni       |
|    | Italia (bandiera) | C     | Antonio Lietti (I)  |
|    | Italia (bandiera) | D     | Ruggero Maineri     |

| N. |                   | Ruolo | Calciatore           |
| -- | ----------------- | ----- | -------------------- |
|    | Italia (bandiera) | A     | Giacomo Olivieri     |
|    | Italia (bandiera) | D     | O. Regazzoni         |
|    | Italia (bandiera) | A     | Paolo Reina (II)     |
|    | Italia (bandiera) | C     | Italo Rossi          |
|    | Italia (bandiera) | C     | Demetrio Sabatini    |
|    | Italia (bandiera) | A     | Sanguinetti          |
|    | Italia (bandiera) | D     | Giovanni Semelli (I) |
|    | Italia (bandiera) | D     | Livio Semelli (II)   |
|    | Italia (bandiera) | P     | Vincenzo Soffientini |
|    | Italia (bandiera) | A     | Pietro Sormani       |
|    | Italia (bandiera) | D     | Tanzi                |